# Acronicta alni
Acronicta alni (alder moth) es una especie de polilla de la familia Noctuidae. Se encuentra en Europa (desde el sur de Fenoscandia hasta España, Italia y los Balcanes, Turquía, la parte europea de Rusia y países vecinos,  Cáucaso, la región del Ural, sur de Siberia, Transbaikalia, el Extremo Oriente ruso (Primorie, Sajalín, sur de las islas Kuriles, Jabárovsk y la región de Óblast de Amur),  China, Japón (Hokkaidō y Honshū) y Corea.

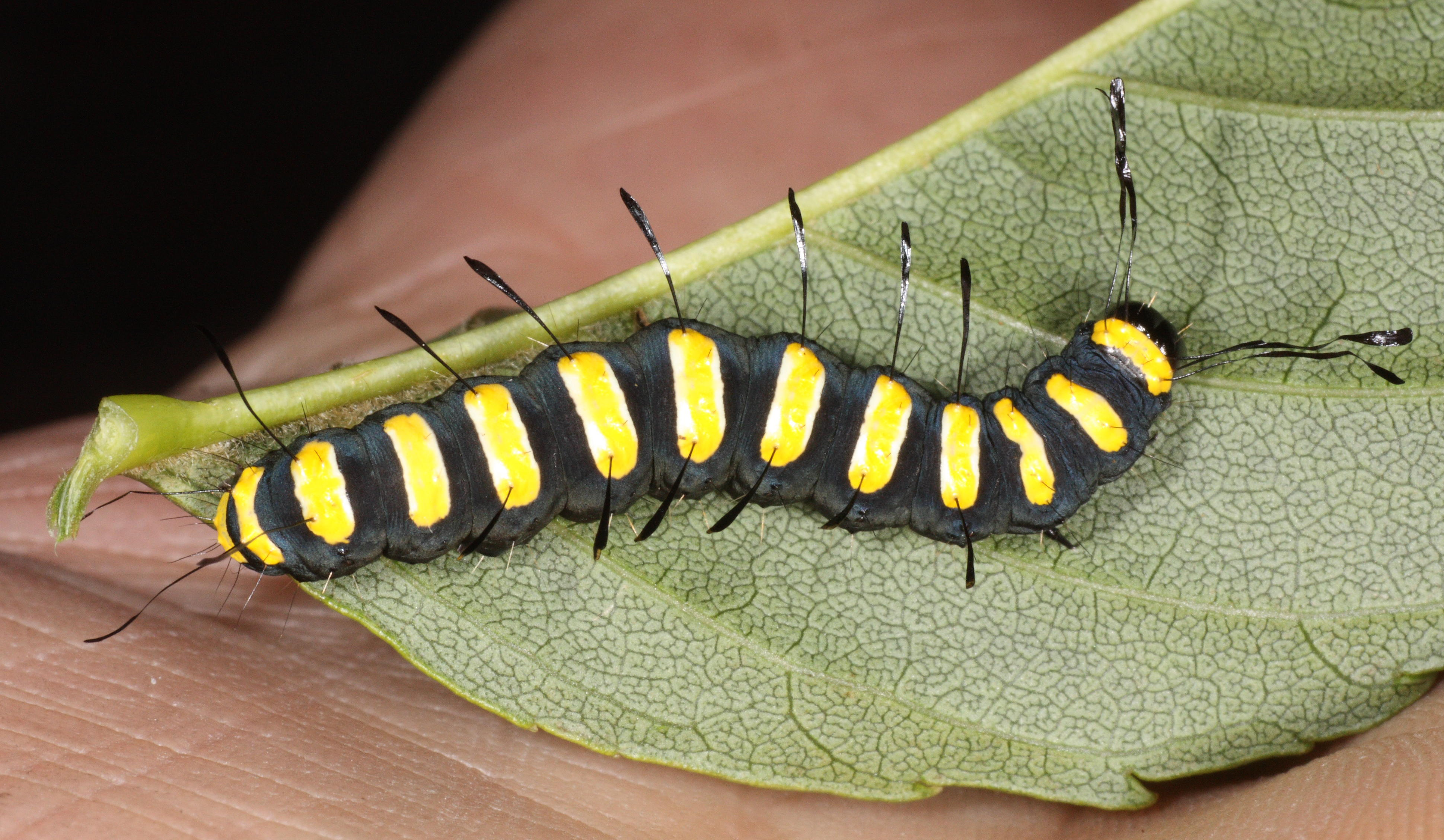
Oruga

Tiene una envergadura de 33-38 mm. Los adultos vuelan de noche entre mayo y junio. Son atraídos por la luz.
La larva cuando es joven se asemeja a materia fecal fresca de ave. En los estadios más avanzados la larva es de color negro y amarillo con largos pelos negros. Se alimenta de una serie de diferentes árboles, en particular, aliso y abedul.